# Michaił Skworcow
Michaił Aleksiejewicz Skworcow, ros. Михаил Алексеевич Скворцов (ur. 18 stycznia 1887 r. w stanicy Suworowskaja w Rosji, zm. 19 kwietnia 1967 r. w Los Angeles) – rosyjski wojskowy (generał major), dowódca 6 sotni kawalerii 2 pułku, a następnie 1 kozackiego pułku kawalerii, a od 1944 r. 1 batalionu 2 pułku Rosyjskiego Korpusu Ochronnego podczas II wojny światowej, emigracyjny działacz kombatancki.

## Życiorys
Ukończył 3 korpus kadetów w Moskwie, zaś w 1907 r. – nikołajewską szkołę kawaleryjską. Służył jako chorąży w samodzielnym warszawskim dywizjonie kawalerii Kozaków kubańskich. W 1910 r. został przeniesiony do carskiej straży przybocznej. Od 1915 r. brał udział w I wojnie światowej. Walczył w szeregach lejbgwardii 1 sotni kawalerii Kozaków kubańskich na froncie zachodnim; 2 razy był ranny. Został odznaczony Orderem Św. Jerzego i Św. Włodzimierza 4 klasy. Pod koniec 1917 r. walczył z bolszewikami w szeregach gwardyjskiego dywizjonu kawalerii Kozaków kubańskich na Kubaniu. Od początku 1918 r. dowodził kolejno 2 zaporoskim pułkiem kawalerii, brygadą i 4 dywizją kawalerii Kozaków kubańskich, a ostatecznie II korpusem kawalerii Kozaków kubańskich. Doszedł do stopnia generała majora. Po ewakuacji wojsk białych z Krymu do Gallipoli w listopadzie 1920 r., zamieszkał w Serbii. Został nominalnym dowódcą 3 samodzielnego pułku Kozaków kubańskich. Działał w Związku Rosyjskich Inwalidów Wojennych. W okresie II wojny światowej podjął współpracę z Niemcami. 20 września 1941 r. wstąpił do nowo formowanego Rosyjskiego Korpusu Ochronnego. Objął w stopniu kapitana dowództwo 11 sotni, przemianowanej wkrótce na 6 sotnię kawalerii 2 pułku. W 1942 r. sotnia weszła w skład 1 kozackiego pułku kawalerii. W 1944 r. kpt. M. A. Skworcow został dowódcą 1 batalionu 2 pułku. Został odznaczony m.in. Żelaznym Krzyżem. Po zakończeniu wojny wyemigrował do USA. Stał na czele kalifornijskiego oddziału Związku Pierwochodników, skupiającego weteranów walk z bolszewikami na Kubaniu pod koniec 1917 r. Działał w Stowarzyszeniu Weteranów i Zrzeszeniu Kadeckim oraz organizacjach kozackich. Zmarł 19 kwietnia 1967 r.